# Forte delle Saline
Il Forte delle Saline (detto anche Torre delle Saline) è situato alla foce del fiume Albegna poco distante dal paese di Albinia nel comune di Orbetello in Toscana. Il forte ha una struttura quadrilatera, che ingloba, sul lato rivolto verso il mare, una torre coperta.

## Storia
La torre quadrata fu costruita dai senesi nella seconda metà del XV secolo (se ne conserva un progetto del 1469) a cui nel 1630, per volontà di Filippo IV di Spagna, furono aggiunti un fortino, dei bastioni e un fossato, le cui acque erano alimentate dal vicino fiume, con relativo ponte levatoio, incorporando così il forte nel sistema difensivo realizzato per lo Stato dei Presidii. All'interno si trovavano i magazzini ed una piazza d'arme, abbastanza ampia per contenere una batteria.
Il forte era posto in posizione strategica, in quanto da qui si controllavano le vicine saline, lo scalo fluviale, i traffici della via Aurelia ed i passaggi sul tombolo della Giannella.
Alla foce dell'Albegna, nel marzo del 1645 sbarcò un corpo di spedizione franco-piemontese, costituito per contendere agli spagnoli il controllo dello Stato dei Presidii. La guarnigione spagnola di stanza nel forte, davanti alle preponderanti forze nemiche, abbandonò il forte senza sparare un colpo, rifugiandosi in Orbetello. Fu sempre da questo forte, che nel luglio dello stesso anno, i franco-piemontesi, sconfitti nei loro propositi, si imbarcarono per tornare in patria.
Di proprietà pubblica, è utilizzato come Archivio della Soprintendenza.